# Vollstreckungstitel (Deutschland)
Ein Vollstreckungstitel ist in der Bundesrepublik Deutschland eine gerichtliche oder behördliche Entscheidung, die einen vollstreckbaren Inhalt hat. Der Titel berechtigt zur zwangsweisen Durchsetzung von Geldforderungen und zur Erwirkung der Herausgabe von Sachen sowie zur Erwirkung von Handlungen oder Unterlassungen im Wege der Zwangsvollstreckung nach der Zivilprozessordnung (ZPO), wenn er mit einer Vollstreckungsklausel versehen und dem Schuldner zugestellt worden ist (§ 724, § 750 ZPO).
Die Durchsetzung öffentlich-rechtlicher Geldforderungen sowie die Erzwingung von Handlungen, Duldungen oder Unterlassungen im Wege der Verwaltungsvollstreckung findet aufgrund entsprechender Verwaltungsakte statt.

## Vollstreckungstitel nach der ZPO
Die wichtigsten Vollstreckungstitel sind rechtskräftige Endurteile, bestimmte gerichtliche Beschlüsse, Vollstreckungsbescheide, Prozessvergleiche und vollstreckbare Ausfertigungen notarieller Urkunden.
Für die Möglichkeit, aus Urteilen bereits vor Eintritt der Rechtskraft zu vollstrecken, existieren detaillierte Regelungen zur vorläufigen Vollstreckbarkeit.

### Vollstreckungsfähiger Inhalt
Der Vollstreckungstitel muss bestimmt sein, das heißt, er muss die Parteien (Gläubiger und Schuldner) sowie Inhalt, Art und Umfang der geschuldeten Leistung genau bezeichnen. Ist aus dem Titel nicht eindeutig bestimmbar, was der Schuldner zu leisten oder zu dulden hat, kann aus ihm nicht vollstreckt werden. Der Schuldner kann bei Gericht beantragen, dass die Zwangsvollstreckung aus einem solchen Titel für unzulässig erklärt wird (§ 767 Zivilprozessordnung analog).

### Liste der zivilprozessualen Vollstreckungstitel

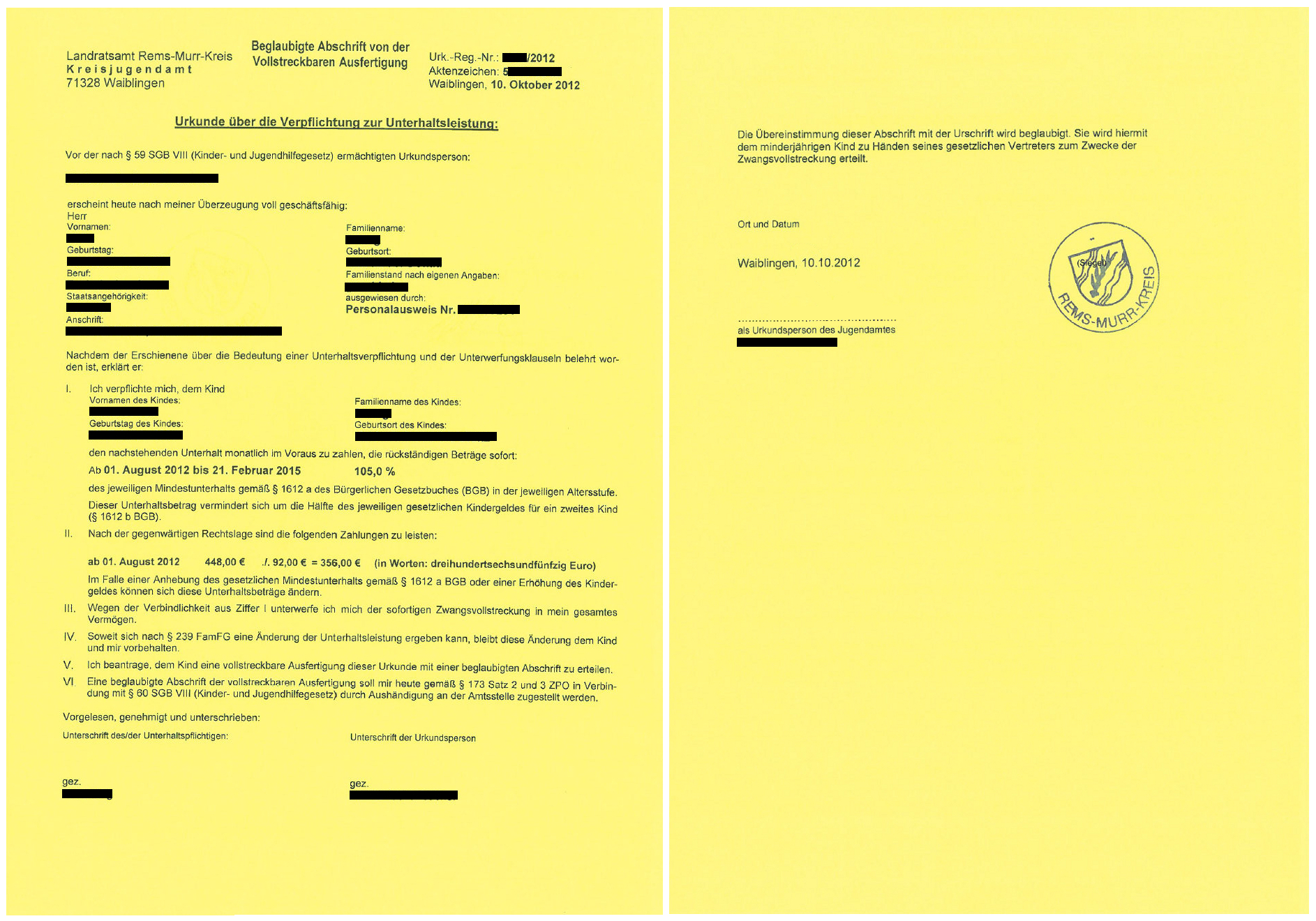
Vollstreckbare Ausfertigung einer Jugendamtsurkunde über die Verpflichtung zum Unterhalt. In Tz. III hat sich der Schuldner der sofortigen Zwangsvollstreckung in sein gesamtes Vermögen unterworfen.

Rechtskräftige oder für vorläufig vollstreckbar erklärte Endurteile gehören zu den praktisch bedeutsamsten Vollstreckungstiteln.
Die Zwangsvollstreckung findet gem. § 794 Abs. 1 ZPO ferner statt
- aus Vergleichen, die zwischen den Parteien oder zwischen einer Partei und einem Dritten zur Beilegung des Rechtsstreits seinem ganzen Umfang nach oder in Betreff eines Teiles des Streitgegenstandes vor einem deutschen Gericht oder vor einer durch die Landesjustizverwaltung eingerichteten oder anerkannten Gütestelle abgeschlossen sind, sowie aus Vergleichen, die gemäß § 118 Abs. 1 Satz 3 ZPO oder § 492 Abs. 3 ZPO zu richterlichem Protokoll genommen sind;
- aus Kostenfestsetzungsbeschlüssen;
- aus Entscheidungen, gegen die das Rechtsmittel der Beschwerde stattfindet;
- aus Vollstreckungsbescheiden;
- aus Entscheidungen, die Schiedssprüche für vollstreckbar erklären, sofern die Entscheidungen rechtskräftig oder für vorläufig vollstreckbar erklärt sind;
- aus Beschlüssen nach § 796b oder § 796c ZPO;
- aus Urkunden, die von einem deutschen Gericht oder von einem deutschen Notar innerhalb der Grenzen seiner Amtsbefugnisse in der vorgeschriebenen Form aufgenommen sind, sofern die Urkunde über einen Anspruch errichtet ist, der einer vergleichsweisen Regelung zugänglich, nicht auf Abgabe einer Willenserklärung gerichtet ist und nicht den Bestand eines Mietverhältnisses über Wohnraum betrifft, und der Schuldner sich in der Urkunde wegen des zu bezeichnenden Anspruchs der sofortigen Zwangsvollstreckung unterworfen hat.[2] Das gilt entsprechend für die Zwangsvollstreckung aus Jugendamtsurkunden (§ 60 Satz 3 SGB VIII);
- aus für vollstreckbar erklärten Europäischen Zahlungsbefehlen nach der Verordnung (EG) Nr. 1896/2006;[3]
- aus Titeln, die in einem anderen Mitgliedstaat der Europäischen Union nach der Verordnung (EG) Nr. 805/2004 (Vollstreckungstitel-Verordnung) für unbestrittene Forderungen als Europäische Vollstreckungstitel bestätigt worden sind;
- aus Titeln, die in einem anderen Mitgliedstaat der Europäischen Union im Verfahren nach der Verordnung (EG) Nr. 861/2007 (Europäisches Verfahren für geringfügige Forderungen) ergangen sind;
- aus Titeln eines anderen Mitgliedstaats der Europäischen Union, die nach der Verordnung (EU) Nr. 1215/2012 über die gerichtliche Zuständigkeit und die Anerkennung und Vollstreckung von Entscheidungen in Zivil- und Handelssachen zu vollstrecken sind.

Außerhalb der ZPO genannte Vollstreckungstitel sind beispielsweise
- Eintragungen in eine Insolvenztabelle (§ 201 Abs. 2 InsO);
- Zuschlagsbeschlüsse in der Zwangsversteigerung (§ 93, § 132 ZVG).

### Ausländische Vollstreckungstitel
Besonderheiten gibt es bei der Vollstreckung ausländischer Vollstreckungstitel. Hier muss häufig ein Vollstreckbarerklärungsverfahren (sogenanntes Exequaturverfahren)  vorgeschaltet werden, bevor sie im Inland als Vollstreckungstitel anerkannt werden. Durch Art. 5 der Vollstreckungstitel-Verordnung (EuVTVO) wurde dieses Verfahren für europäische Vollstreckungstitel über unbestrittene Forderungen zur Schaffung eines funktionierenden Binnenmarkts abgeschafft. Dies führte in der Literatur zu verfassungsrechtlichen Bedenken, verstößt nach Ansicht des  Bundesgerichtshofs jedoch nicht gegen höherrangiges Recht.

## Verwaltungsvollstreckung
Leistungsbescheide sowie Verwaltungsakte des Bundes und der bundesunmittelbaren juristischen Personen des öffentlichen Rechts, der auf die Herausgabe einer Sache oder auf die Vornahme einer Handlung oder auf Duldung oder Unterlassung gerichtet sind, sind zulässige Vollstreckungstitel nach den Bestimmungen des Verwaltungs-Vollstreckungsgesetzes (VwVG).
Verwaltungsakte der Bundesländer, Kommunen oder der sonstigen der Aufsicht des Landes unterstehenden Körperschaft, Anstalt oder Stiftung des öffentlichen Rechts unterliegen den Verwaltungsvollstreckungsgesetzen der Länder.
Spezielle Regelungen für die Vollstreckung von Verwaltungsakte der Bundes- und Landesfinanzbehörden enthält die Abgabenordnung (§ 249 AO). Insoweit ist das VwVG nicht anwendbar (§ 1 Abs. 3 VwVG).
Als Vollstreckungstitel kommen außerdem öffentlich-rechtliche Verträge in Betracht, in denen sich der Schuldner der sofortigen Vollstreckung unterworfen hat (§ 61 VwVfG).

## Justizbeitreibungsgesetz
Gerichte, Gerichtskassen, weitere Justizbehörden und andere Behörden, die Forderungen wie Geldstrafen, Geldbußen, Kosten, Ordnungs- und Zwangsgelder und weitere Ansprüche nach dem Justizbeitreibungsgesetz (JBeitrG) beitreiben, erteilen hierzu den Gerichtsvollziehern gemäß § 6 Abs. 3 Satz 2, § 7 Satz 2 JBeitrG Vollstreckungsaufträge, die den vollstreckbaren Schuldtitel ersetzen.